# Растбург (Вірджинія)
Растбург (англ. Rustburg) — переписна місцевість (CDP) в США, в окрузі Кемпбелл штату Вірджинія. Населення — 1281 особа (2020).

## Географія
Растбург розташований за координатами 37°16′20″ пн. ш. 79°6′0″ зх. д. / 37.27222° пн. ш. 79.10000° зх. д. (37.272266, -79.100110).  За даними Бюро перепису населення США в 2010 році переписна місцевість мала площу 32,68 км², з яких 32,39 км² — суходіл та 0,28 км² — водойми.

## Демографія
Згідно з переписом 2010 року, у переписній місцевості мешкала 1431 особа в 507 домогосподарствах у складі 367 родин. Густота населення становила 44 особи/км².  Було 584 помешкання (18/км²).
Расовий склад населення:
| - 75,5 % — білих - 19,6 % — чорних або афроамериканців - 1,0 % — азіатів |

До двох чи більше рас належало 3,1 %. Частка іспаномовних становила 1,5 % від усіх жителів.
За віковим діапазоном населення розподілялося таким чином: 21,3 % — особи молодші 18 років, 65,1 % — особи у віці 18—64 років, 13,6 % — особи у віці 65 років та старші. Медіана віку мешканця становила 38,8 року. На 100 осіб жіночої статі у переписній місцевості припадало 105,9 чоловіків;  на 100 жінок у віці від 18 років та старших — 109,3 чоловіків також старших 18 років.
Середній дохід на одне домашнє господарство  становив 45 509 доларів США (медіана — 33 015), а середній дохід на одну сім'ю — 51 675 доларів (медіана — 39 141). Медіана доходів становила 26 522 долари для чоловіків та 24 844 долари для жінок. За межею бідності перебувало 4,7 % осіб, у тому числі 0,0 % дітей у віці до 18 років та 0,0 % осіб у віці 65 років та старших.
Цивільне працевлаштоване населення становило 480 осіб. Основні галузі зайнятості: освіта, охорона здоров'я та соціальна допомога — 27,7 %, науковці, спеціалісти, менеджери — 26,5 %, роздрібна торгівля — 18,3 %, транспорт — 11,5 %.